# Sciophila leptosoma
Sciophila leptosoma är en tvåvingeart som beskrevs av Soli 1997. Sciophila leptosoma ingår i släktet Sciophila och familjen svampmyggor. Inga underarter finns listade i Catalogue of Life.